# ژان-میشل لایده گنونکا
ژان-میشل لایده گنونکا (فرانسوی: Jean-Michel Liade Gnonka‎؛ زادهٔ ۲۰ ژوئیهٔ ۱۹۸۰) بازیکن فوتبال اهل بورکینافاسو بود.
از باشگاه‌هایی که در آن بازی کرده است می‌توان به باشگاه فوتبال شباب بلوزداد، باشگاه فوتبال کرابی، و باشگاه فوتبال بارادو اشاره کرد.
وی همچنین در تیم ملی فوتبال بورکینافاسو بازی کرده است.